# Publio Celio Balbino Vibulio Pío
Publio Celio Balbino Vibulio Pío (en latín: Publius Coelius Balbinus Vibullius Pius) fue un senador romano de familia originaria de la provincia romana de la Baetica que vivió a finales del siglo I y principios del Siglo II y desarrolló su cursus honorum bajo los reinados de Trajano, Adriano, y Antonino Pío. Fue Cónsul ordinario en el año 137 junto con Lucio Elio César.

## Orígenes familiares
Era hijo del senador de origen hispalense Publio Celio Apolinar, cónsul sufecto en el año 111, uno de los senadores hispanos que habían dominado la política de la Urbe desde finales de la Dinastía Julio-Claudia y que habían ayudado al ascenso a la púrpura imperial del también hispano emperador Trajano.

## Carrera
Su nacimiento debió acontecer en Roma o, tal vez, en la Baetica hacia el año 95/96. Su cursus honorum nos es conocido a través de una inscripción procedente de Roma, cuyo texto se desarrolla de la siguiente forma:

P(ublio) Coelio P(ubli) f(ilio)

Ser(gia) Balbino

Vibullio Pio

Xviro stlitib(us) iudic(andis)

VIviro equit(um) Roman(orum)  5
 
turm(ae) quint(ae) tr(ibuno) mil(itum) leg(ionis)

XXII Primig(eniae) P(iae) F(idelis) adlecto

inter patric(ios) ab Imp(eratore) Caes(are)

Traiano Hadriano Aug(usto)

salio collino quaest(ori)  10
 
Aug(usti) flamini Ulpiali pr(imo?) de

fidei commiss(ario) co(n)s(uli)

designato

decuriones sua pecunia

El primer paso de su carrera, hacia el año 125, fue el cargo del vigintivirato de Decemviri Stlitibus Iudicandis, uno de los miembros del colegio de jueces que debía decidir en los casos de dudas sobre ciudadanía romana, y, al mismo tiempo, dado que todos los hijos de senadores eran caballeros romanos cuando cumplían la edad viril, fue sevir equitum Romanorum de los caballeros romanos, un colegio dedicado específicamente a organizar las ceremonias públicas en las que participaban los miembros del Ordo Equester.
El siguiente honor que ocupó le obligó a abandonar la ciudad de Roma hacia el año 116/117 para incorporarse como Tribuno laticlavio a la Legio XXII Primigenia Pia Fidelis en su campamento de Mogontiacum (Maguncia, Alemania) en la provincia Germania Inferior.
A continuación, por su lealtad a la hora de apoyar a Adriano como heredero de Trajano en el año 118/119, su familia fue honrada por este emperador con un importante incremento de su status, ya que recibió en su favor una adlectio inter Patricios, por la que los Coelii fueron integrados como una de las familias senatoriales patricias, la más rancia nobleza romana, y, además, gracias a su juventud, se le permitió integrase en el antiquísmo colegio de los Salios.
Prueba del favor imperial es que su primera magistratura la cuestura fue desempeñada como el cuestor asignado directamente al emperador -Quaestor Augusti- como su secretario personal en el Senado y fue nombrado como primer sacerdote del Collegium Ulpiani, formado expresamente por Adriano para honrar la memoria de su antecesor y mentor Trajano como Divus Traiani.
En el año 136, Adriano lo nombró Consul designatus para el año 137, compartiendo la magistratura con Lucius Aelius Verus, sucesor designado de Adriano y padre del futuro emperador Lucio Vero.
El único puesto proconsular que se sabe que ocupó Balbino fue el de gobernador de Dalmacia, según la interpretación de Werner Eck de una inscripción encontrada en Salona; Eck fecha el período en el que ocupó este cargo simplemente como "después del año 137".

## Descendencia
Su hijo Publio Celio Apolinar fue Consul ordinarius en el año 169, bajo Marco Aurelio.